# Annamaya kosha
Annamaya kosha (voedselomhulsel) is de term, die in de Vedantaleer binnen het hindoeïsme, gebruikt wordt voor het grofstoffelijke, zichtbare fysieke lichaam.
Volgens de Vedanta is de gehele grofstoffelijke en subtiele wereld geschapen voor de vreugde en bevrijding (moksha) van de jivatman (jiva), de individuele ziel, die in ayodhyapuri verblijft, het stoffelijke lichaam van de mens. Atmapuri Ayodhya, de stad van atman, het fysieke lichaam, is de verblijfplaats van het eigen Zelf. Het grove, fysieke lichaam dient als stut en steun voor de astrale (manomaya kosha en vijnanamaya kosha) en causale (anandamaya kosha) omhulsels, die instrumenten zijn om bevrijding van de boeien van onwetendheid en gehechtheid aan de wereld te bereiken.
Annamaya kosha bestaat uit de wisselwerking van de vijf mahabhuta's (grove elementen) akasa (ether), lucht (vayu), tejas (vuur), jala (water) en prithivi (aarde). De elementen zijn vijf staten (tattva's) van prakrti (materie). De mahabhuta's worden doordrongen door vijf subtiele elementen (tanmatra's).
Annamaya kosha dankt haar vitaliteit (prana) aan het pranamaya kosha. In de theosofie komt annamaya kosha overeen met sthula sarira.